# Waiporia chathamensis
Waiporia chathamensis là một loài nhện trong họ Orsolobidae.
Loài này thuộc chi Waiporia. Waiporia chathamensis được Raymond Robert Forster & Norman I. Platnick miêu tả năm 1985.